# Saray (Van)
Saray (türkisch für Palast), (Kurdisch: Mehmûdî; ehemals Mahmudiye) ist ein ehemaliger Landkreis in der ostanatolischen Großstadtkommune Van im Rang einer Gemeinde (Belediye). Saray liegt im Osten der Provinz und grenzt an den Iran.
1869 hieß Saray noch Mahmudiye und wurde zu einem Kaza erhoben und nach der Gründung der Republik 1923 zu Ehren von General Kâzım Özalp in Kâzımpaşa umbenannt. Mit dem Erlass des Familiennamensgesetzes im Jahr 1934 wurde der Name des Ortes gemäß dem Nachnamen Kâzım Özalps in Özalp geändert. 1946 wurde dann die Verwaltung des Landkreises weg von der Grenze in das Dorf Kargalı, das von nun an Özalp hieß, verlegt.
Der Bucak Saray mit 23 Dörfern wurde 1990 durch das Gesetz Nr. 3644 komplett aus dem Kreis Özalp als eigenständiger Kreis ausgegliedert.
Bis Ende 2012 bestand der Kreis aus der Kreisstadt und diesen 23 Dörfern, die nach der Verwaltungsreform von 2013 alle in Mahalle umgewandelt wurden, mit einem Muhtar als ranghöchsten Beamten. Ende 2020 gab es bereits 27 Mahalle mit durchschnittlich 772 Einwohnern, Örenburç Mah. war der bevölkerungsreichste.